# 31 août en sport
31 juillet 31 septembre
Chronologies thématiques
- Croisades
- Ferroviaires
- Disney

Le 31 août (243e jour de l'année ou 244e en cas d'année bissextile) en sport.

## Évènements

### XIXesiècle
- 1835 :
  - (Football) : Highway Act en Grande-Bretagne interdit la pratique du football dans les rues.
- 1867 :
  - (Boxe) : Mike McCoole bat Aaron Jones dans le 34e round à la Station de Busenbord, dans l'Ohio aux États-Unis[1].
- 1881 :
  - (Tennis /Grand Chelem) : début de la 1re édition du Championnat national de tennis des États-Unis, l'ancêtre de l'US Open.
- 1888 :
  - (Cricket) : fin du 3e des trois test matches de la tournée anglaise de l’équipe australienne de cricket. L’Angleterre bat l’Australie par 21 runs et remporte la série par des Ashes 2-1.

### XXesièclede1951à2000
- 1961 :
  - (Athlétisme) : Valeriy Brumel établit un nouveau record du monde du saut en hauteur à 2,25 mètres.
- 1975 :
  - (Rallye automobile) : arrivée du Rallye de Finlande.
- 1980 :
  - (Rallye automobile) : arrivée du Rallye de Finlande.
  - (Sport automobile) : le Brésilien Nelson Piquet (Brabham-Ford Cosworth) remporte sur le circuit de Zandvoort la 2e victoire de sa carrière en Formule 1 en s'imposant lors du GP des Pays-Bas devant les Français René Arnoux (Renault, 2e) et Jacques Laffitte (Ligier-Ford Cosworth, 3e).
- 1984 :
  - (Athlétisme) : Thierry Vigneron porte le record du monde du saut à la perche à 5,91 mètres.
  - (Athlétisme) : Sergueï Bubka porte le record du monde du saut à la perche à 5,94 mètres.

### XXIesiècle
- 2014 :
  - (Cyclisme) : le cycliste vétéran français Claude Bares, 75 ans, établit un nouveau record de l'heure sur piste en altitude dans sa catégorie en parcourant 36,4 km dans le vélodrome de La Paz, situé à 3 417 mètres d'altitude, a indiqué son entraîneur[2].
  - (Judo) : Dernier jour de compétition de la 33e édition du Championnat du monde de judo se déroulant à Tcheliabinsk. Chez les hommes la compétition par équipe est remporté par le Japon qui s'impose en finale face à la Russie. L'Allemagne et la Géorgie sont médaillés de bronze. Dans le tournoi féminin la France gagne la médaille d'or devant la Mongolie, les médaillés de bronze sont l'Allemagne et le Japon. Au classement des médailles le Japon prend la première place avec onze médailles dont quatre titres, devant la France qui termine avec sept médailles juste devant le Brésil et Cuba avec quatre médailles chacun.
- 2015 :
  - (Cyclisme sur route /Tour d'Espagne) : l'Italien Kristian Sbaragli s'impose dans l'étape du jour et le néerlandais Tom Dumoulin conserve le maillot rouge.
  - (Tennis /Grand Chelem) : début l'édition 2015 du tournoi de l'US Open qui se déroule jusqu'au 13 septembre 2015.
- 2016 :
  - (Cyclisme sur route /Tour d'Espagne) : sur la 11e étape du Tour d'Espagne 2016, victoire du Britannique Christopher Froome mais le Colombien Nairo Quintana conserve le maillot de leader.
- 2017 : 
  - (Basket-ball /Euro masculin) : début de la 40e édition édition du Championnat d'Europe de basket-ball qui se déroule en Finlande, Israël, Turquie et Roumanie jusqu'au 17 septembre 2017.
  - (Cyclisme sur route /Tour d'Espagne) : sur la 12e étape du Tour d'Espagne 2017, qui relie Motril à Antequera sur une distance de 160,1 kilomètres, victoire du Polonais Tomasz Marczyński. Le Britannique Christopher Froome conserve le maillot rouge.
  - (Judo /Mondiaux) : sur la 4e journée des championnats du monde de judo, chez les dames, en -63 kg, victoire de la Française Clarisse Agbegnenou et chez les hommes, en -81 kg, victoire de l'Allemand Alexander Wieczerzak.
- 2018 : 
  - (Cyclisme sur route /Tour d'Espagne) : sur la 7e étape du Tour d'Espagne qui relie Puerto Lumbreras et Pozo Alcón, sur un parcours de 182 kilomètres, victoire du Français Tony Gallopin et son compatriote Rudy Molard conserve le maillot rouge.
- 2019 : 
  - (Compétition automobile /Formule 2) : Le Français Anthoine Hubert est impliqué dans un accident lors de la course longue de Formule 2 sur le circuit de Spa-Francorchamps, en Belgique[3]. Après une violente sortie de piste, sa monoplace de l'écurie Arden est percutée à pleine vitesse par celle de l'Américain Juan Manuel Correa et coupée en deux, au sommet du Raidillon de l'Eau Rouge. Malgré l'intervention des secours, il meurt des suites de ses blessures à 18 h 35, une heure et demie après l'accident, selon une information confirmée par la FIA[4],[5],[6]. Correa a été emmené au CHU de Liège victime de fractures aux jambes. Alesi est lui indemne.
  - (Cyclisme sur route /Tour d'Espagne) : sur la 8e étape du Tour d'Espagne qui se déroule sous la forme d'une étape accidentée, entre Valls et Igualada, sur une distance de 168 km, victoire e l'Allemand Nikias Arndt. Le Français Nicolas Edet s'empare du maillot rouge.
- 2020 : 
  - (Cyclisme sur route /Tour de France) : sur la 3e étape du Tour de France qui se déroule entre Nice et Sisteron, sur une distance de 198 kilomètres, victoire de l'Australien Caleb Ewan, le Français Julian Alaphilippe conserve le Maillot jaune.
  - (Tennis /Grand Chelem) : début de l'US Open de tennis qui se déroule jusqu'au 13 septembre 2020 à l'USTA National Tennis Center, de Flushing Meadows à New York. Il s'agit de la 137e édition du tournoi de tennis, la deuxième levée de la tournée du Grand Chelem en 2020 après le report de Roland-Garros et l'annulation de Wimbledon en raison de la pandémie de Covid-19.
- 2021 :
  - (Cyclisme sur route /Tour d'Espagne) : sur la 16e étape du Tour d'Espagne qui se déroule entre Laredo et Santa Cruz de Bezana, sur une distance de 180 km, victoire du Néerlandais Fabio Jakobsen. Le Norvégien Odd Christian Eiking conserve le maillot rouge.
- 2023 :
  - (Cyclisme sur route /Tour d'Espagne) : sur la 6e étape du Tour d'Espagne qui se déroule entre La Vall d'Uixó en Communauté valencienne et l'observatoire astrophysique de Javalambre en Aragon sur une distance de 181,3 km, victoire de l'américain Sepp Kuss et c'est le Français Lenny Martinez qui s'empare du maillot rouge.
- 2024 :
  - (Cyclisme sur route /Tour d'Espagne) : sur la 14e étape du Tour d'Espagne qui se déroule entre Villafranca del Bierzo et Villablino en Castille-et-León, sur une distance de 199 km. Elle est remportée au sprint par l'Australien Kaden Groves (Alpecin-Deceuninck).  L'Australien Ben O'Connor conserve le Maillot rouge.
  - (Jeux paralympiques d'été /Jeux de Paris) : 3e jour de compétition des Jeux paralympiques.

## Naissances

### XIXesiècle
- 1863 :
  - Billy Crone, footballeur nord-irlandais. (12 sélections en équipe nationale). († 8 novembre 1944).
- 1866 :  
  - Gilbert Bougnol, maître d'armes à l'épée français. Médaillé d'argent en individuel aux Jeux de Paris 1900. († 20 octobre 1947).
- 1870 :  
  - George Eyser, gymnaste américain. Champion olympique des barres parallèles, du saut de cheval et de la corde lisse, médaillé d'argent  du cheval d'arçon et du concours 4 épreuves puis médaillé de bronze de la barre fixe aux Jeux de Saint-Louis 1904. († 6 mars 1919).
- 1875 :  
  - Eddie Plank, joueur de baseball américain. († 24 février 1926).
- 1878 : 
  - Frank Jarvis, athlète de sprint américain. Champion olympique du 100 m aux Jeux de Paris 1900. († 2 juin 1933).
- 1882 : 
  - Harry Porter, athlète de sauts américain. Champion olympique de la hauteur aux Jeux de Londres 1908. († 27 juin 1965).
- 1888 :  
  - Gaston Cornereau, épéiste français. Médaillé d'argent au Mondial d'escrime 1921 et de bronze à ceux de 1922. († 5 juillet 1944).

### XXesièclede1901à1950
- 1906 :
  - Raymond Sommer, pilote de course automobile de F1 et d'endurance français. Vainqueur des 24 Heures du Mans 1932 et 1933. († 10 septembre 1950).
- 1907 : 
  - Ray Berres, joueur de baseball américain. († 1er février 2007).
- 1915 :
  - Pete Newell, basketteur et entraîneur canadien puis américain. Sélectionneur de l'Équipe des États-Unis championne olympique aux Jeux de Rome 1960. († 17 novembre 2008).
- 1931 : 
  - Jean Béliveau, hockeyeur sur glace canadien. († 2 décembre 2014).
- 1935 : 
  - Barry MacKay, joueur de tennis américain. († 15 juin 2012).
  - Frank Robinson, joueur de baseball américain. († 7 février 2019).
- 1938 : 
  - Galina Gorokhova, fleurettiste soviétique puis russe. Championne olympique par équipes aux Jeux de Rome 1960, médaillée d'argent par équipes aux Jeux de Tokyo 1964, championne olympique par équipes aux Jeux de Mexico 1968 puis championne olympique par équipes et médaillée de bronze aux Jeux de Munich 1972. Championne du monde d'escrime du fleuret par équipes 1961 et 1963, en individuelle et par équipes 1965, par équipes 1966, en individuelle et par équipes 1970 puis par équipes 1971.
- 1940 : 
  - Alain Calmat, patineur artistique individuel puis homme politique français. Médaillé d'argent aux Jeux d'Innsdruck 1964. Champion du monde de patinage artistique 1965. Champion d'Europe de patinage artistique messieurs 1962, 1963 et 1964. Ministre de la Jeunesse et des Sports de 1984 à 1986.
- 1944 :
  - Clive Lloyd, joueur de cricket guyanien. (110 sélections en Test cricket).
  - Joachim Marx, footballeur puis entraîneur polonais. Champion olympique aux Jeux de Munich 1972. (23 sélections en équipe nationale).
- 1946 :
  - Tom Coughlin, joueur de foot U.S. puis entraîneur américain.
- 1948 :
  - Harald Ertl, pilote de F1 puis journaliste autrichien. († 7 avril 1982).
  - Holger Osieck, entraîneur de football allemand. Sélectionneur de l'équipe du Canada de 1998 à 2003 et de l'équipe d'Australie de 2010 à 2013.
  - Howard Porter, basketteur américain. († 26 mai 2007).

### XXesièclede1951à2000
- 1954 :
  - Alan Kennedy, footballeur anglais. Vainqueur des Coupes des clubs champions 1981 et 1984. (2 sélections en équipe nationale).
- 1958 :
  - Serge Blanco, joueur de rugby à XV puis dirigeant sportif français. Vainqueur des Grand Chelem 1981 et 1987 et des Tournois des Cinq Nations 1983, 1986 et 1989. Président du BOPB puis de la LNR. (93 sélections en équipe de France).
- 1963 :
  - Sylvain Kastendeuch, footballeur puis dirigeant sportif français. (9 sélections en équipe de France). Coprésident de l'UNFP depuis 2008.
  - Sonny Silooy, footballeur néerlandais. Vainqueur de la Coupe UEFA 1992 et de la Ligue des champions 1995. (25 sélections en équipe nationale).
- 1965 :
  - Zsolt Borkai, gymnaste puis dirigeant sportif hongrois. Champion olympique du cheval d'arçon aux Jeux de Séoul 1988. Champion du monde de gymnastique artistique du cheval d'arçon 1987. Champion d'Europe de gymnastique artistique masculine de la barre fixe 1985.
- 1966 :
  - Florence Giolitti, athlète de demi-fond française.
- 1968 :
  - Hideo Nomo, joueur de baseball japonais.
- 1971 :
  - Fabrice Gougot, cycliste sur route français.
  - Pádraig Harrington, golfeur irlandais. Vainqueur de l'Open britannique 2007 et 2008, du US PGA 2008 puis des Ryders Cup 2002, 2004, 2006 et 2010.
  - Thomas Hill, basketteur américain.
- 1973 :
  - Reggie Geary, basketteur américain.
  - Régis Genaux, footballeur puis entraîneur belge. (22 sélections en équipe nationale). († 8 novembre 2008).
  - Scott Niedermayer, hockeyeur sur glace canadien. Champion olympique aux Jeux de Salt Lake City 2002 et aux Jeux de Vancouver 2010. Champion du monde de hockey sur glace 2004.
- 1974 :
  - Andreï Medvedev, joueur de tennis soviétique puis ukrainien.
- 1976 :
  - Romain Larrieu, footballeur français.
- 1977 :
  - Chris Rogers, joueur de cricket australien. (1 sélection en Test cricket).
- 1978 :
  - Philippe Christanval, footballeur français. (6 sélections en équipe de France).
  - Hoda Lattaf, footballeuse française. (111 sélections en équipe de France).
- 1979 :
  - Ramón Santiago, joueur de baseball dominicain.
- 1981 :
  - Örn Arnarson, nageur de dos islandais.
- 1982 :
  - Chris Duhon, basketteur américain.
  - José Manuel Reina, footballeur espagnol. Champion du monde de football 2010. Champion d'Europe de football 2008 et 2012. (35 sélections en équipe nationale).
- 1983 :
  - Milan Biševac, footballeur serbe. (19 sélections en équipe nationale).
  - Roddy Darragon, skieur de fond français. Médaillé d'argent du sprint aux Jeux de Turin 2006.
  - Lasse Svan Hansen, handballeur danois. Champion olympique aux Jeux de Rio 2016 puis médaillé d'argent aux Jeux de Tokyo 2020. Champion du monde masculin de handball 2019 et 2021. Champion d'Europe masculin de handball 2012. Vainqueur de la Coupe d'Europe des vainqueurs de coupe masculine 2012 et de la Ligue des champions masculine 2014. (236 sélections en équipe nationale).
- 1984 :
  - Matti Breschel, cycliste sur route danois. Vainqueur du Tour de Luxembourg 2014.
  - Ryan Kesler, hockeyeur sur glace américain. Médaillé d'argent aux Jeux de Vancouver 2010.
  - Ted Ligety, skieur alpin américain. Champion olympique du combiné aux Jeux de Turin 2006 puis champion olympique du géant aux Jeux de Sotchi 2014. Champion du monde de ski alpin du géant 2011, champion du monde de ski alpin du super-G, du géant et du combiné 2013 puis champion du monde de ski alpin du géant 2015.
  - Charl Schwartzel, golfeur sud-africain. Vainqueur du Masters 2011.
- 1985 :
  - Rolando, footballeur portugais-cap-verdien. Vainqueur de la Ligue Europa 2011. (21 sélections avec l'équipe du Portugal).
- 1986 :
  - Manon Melis, footballeuse néerlandais. (136 sélections en équipe nationale).
  - Feng Tianwei, pongiste singapourienne. Médaillée d'argent pat équipes aux Jeux de Pékin 2008 et de bronze en individuelle aux Jeux de Londres 2012. Championne du monde de tennis de table par équipes 2010.
  - Blake Wheeler, hockeyeur sur glace américain.
- 1987 :
  - Morgan Kneisky, cycliste sur piste français. Champion du monde de cyclisme sur piste du cratch 2009, champion du monde de cyclisme sur piste de l'américaine 2013, 2015 et 2017).
- 1988 :
  - Adrià Figueras, handballeur espagnol. Médaillé de bronze aux Jeux de Tokyo 2020. Champion d'Europe masculin de handball 2018 et 2020. (105 sélections en équipe nationale).
  - David Ospina, footballeur franco-colombien. (127 sélections avec l'Équipe de Colombie).
  - Mahamane Traoré, footballeur franco-malien. (32 sélections avec l'équipe du Mali).
- 1989 :
  - Denise Hanke, volleyeuse allemande. (245 sélections en équipe nationale).
  - Salvatore Puccio, cycliste sur route italien.
- 1990 :
  - Esther van Berkel, volleyeuse néerlandaise. (17 sélections en équipe nationale).
  - Svetoslav Gotsev, volleyeur bulgare. (2 sélections en équipe nationale).
  - Maurits Lammertink, cycliste sur route néerlandais. Vainqueur du Tour de Luxembourg 2016.
- 1991 :
  - António Félix da Costa, pilote de courses automobile d'endurance et de Formule E portugais.
  - Cédric Soares, footballeur germano-portugais. Champion d'Europe de football 2016. (33 sélections avec l'équipe du Portugal).
- 1992 :
  - Jack Carty, joueur de rugby à XV irlandais. (11 sélections en équipe nationale).
  - Nicolás Tagliafico, footballeur argentino-italien. Champion du monde de football 2022. Vainqueur de la Copa América 2021. (63 sélections avec l'équipe d'Argentine).
- 1993 :
  - Yannis Morin, basketteur français.
- 1995 :
  - Giovanni Carboni, cycliste sur route italien.
  - Tim Kleindienst, footballeur allemand.
  - Léo Roussel, pilote de courses automobile d'endurance français.
- 1996 :
  - Jalen Brunson, basketteur américain.
- 1997 :
  - Dika Mem, handballeur français. Champion olympique aux Jeux de Tokyo 2020. Champion du monde de handball masculin 2017, médaillé de bronze en 2019 et d'argent en 2023. Médaillé de bronze à l'Euro de handball masculin 2018 et champion d'Europe 2024. Vainqueur des Ligues des champions 2021, 2022 et 2024. (121 sélections en équipe de France).
  - Arkadiusz Moryto, handballeur polonais. (56 sélections en équipe nationale).
- 1998 :
  - Jason Grandry, judoka français. Médaillé de bronze des +90kg en J1 aux Jeux de Paris 2024.
- 1999 :
  - Miomir Kecmanović, joueur de tennis serbe
  - Victor Mopsus, basketteur français.

### XXIesiècle
- 2001 :
  - Amanda Anisimova, joueuse de tennis américaine.
- 2004 :
  - Linus Carlstrand, footballeur suédois.
  - Umeh Emmanuel, footballeur nigérian.

## Décès

### XXesièclede1951à2000
- 1954 : 
  - Théodore Champion, 81 ans, cycliste sur route suisse. (° 14 février 1873).
- 1969 : 
  - Rocky Marciano, 45 ans, boxeur américain. Champion du monde de boxe poids lourd de 1952 à 1956. (° 1er septembre 1923).

### XXIesiècle
- 2003 : 
  - Pierre Cahuzac, 82 ans, footballeur puis entraîneur français. (2 sélections en équipe de France). (° 3 juillet 1927).
- 2005 : 
  - Stéphane Bruey, 72 ans, footballeur français. (4 sélections en équipe de France). (° 1er décembre 1932).
- 2007 : 
  - Gay Brewer, 75 ans, golfeur américain. Vainqueur du Masters 1967. (° 19 mars 1932).
- 2009 : 
  - Torsten Lindberg, 92 ans, footballeur puis entraîneur suédois. Champion olympique aux Jeux de Londres 1948. (19 sélections en équipe nationale). (° 14 avril 1917).
- 2010 : 
  - Laurent Fignon, 50 ans, cycliste sur route français. Vainqueur des Tours de France 1983 et 1984, du Tour d'Italie 1989, de la Flèche wallonne 1986, et des Milan-San Remo 1988 et 1989. (° 12 août 1960).
- 2011 : 
  - Wade Belak, 35 ans, hockeyeur sur glace canadien. (° 3 juillet 1976).
  - Abderrahman Mahjoub, 82 ans, footballeur franco-marocain. (7 sélections en équipe de France). Sélectionneur de l'équipe du Maroc de 1963 à 1967 et de 1972 à 1973. (° 25 avril 1929).
- 2014 : 
  - Carol Vadnais, 68 ans, hockeyeur sur glace puis entraîneur canadien. (° 25 septembre 1945).
- 2019 :
  - Anthoine Hubert, 22 ans, pilote de courses automobile français. (° 22 septembre 1996).